# Oorlog in Nagorno-Karabach (1988-1994)
De oorlog in Nagorno-Karabach was een gewapend conflict tussen Azerbeidzjan en haar Armeens bevolkte regio Nagorno-Karabach die zich tijdens het uiteenvallen van de Sovjet-Unie afscheidde.
De wortels van het conflict gingen terug tot het begin van de 20e eeuw, de Armeens-Azerbeidzjaanse Oorlog van 1918-1920. Het gebied kwam bij de oprichting van de Sovjet-Unie tegen de Armeense wens in als Nagorno-Karabachse Autonome Oblast in de Azerbeidzjaanse sovjetrepubliek. In februari 1988 escaleerde het conflict geleidelijk tot een daadwerkelijke oorlog tussen Azerbeidzjan en Nagorno-Karabach, waarbij Armenië vanaf het begin hulp leverde aan de laatste en sinds 1993 zelf ook betrokken raakte bij het conflict.
Tijdens de oorlog verklaarde Nagorno-Karabach zich onafhankelijk, onder de naam Republiek Artsach. Internationaal werd Artsach niet erkend als zelfstandige staat. In de praktijk ontstond echter een gebied dat de facto los stond van Azerbeidzjan, en dat in grondgebied verdubbelde door inlijving van het tussen Armenië en Nagorno-Karabach gelegen gebied. Daarmee ontstond een aaneengesloten Armeens gecontroleerd gebied, samengesteld uit het oorspronkelijke Armenië en het nieuwe Artsach. Een noordelijk district dat oorspronkelijk bij de autonome oblast Nagorno-Karabach behoorde werd na 1991 juist gecontroleerd door Azerbeidzjan. 
Omdat de zelfstandige status internationaal nooit erkend werd, rekenden de meeste landen van de wereld het gehele gebied de jure (formeel) ook na de oorlog tot het grondgebied van Azerbeidzjan. Sinds 1994 onderhandelden Armenië en Azerbeidzjan over de toekomstige status van Nagorno-Karabach. Honderdduizenden burgers aan beide zijden raakten door het conflict ontheemd. Het geweld is meermaals opnieuw opgelaaid, onder meer in 2016, 2020 en in 2023 toen het gehele gebied onder Azerbeidzjaanse controle kwam.

## Verloop
Het grotendeels door etnische Armenen bevolkte Nagorno-Karabach was in 1921 per decreet door de Sovjet-Unie toegewezen aan de Azerbeidzjaanse Socialistische Sovjetrepubliek (SSR), de voorloper van het huidige Azerbeidzjan. Zo ontstond het Nagorno-Karabachse Autonome Oblast, een gebied met beperkte autonomie. Hoewel zowel de naburige Armeense SSR als de Armeense bevolking van het gebied tegen die beslissing protesteerden, bleef het tijdens de Sovjetjaren relatief rustig.
Dat veranderde toen de Sovjet-Unie aan het eind van de jaren 80 afkoerste op een implosie. Wat aanvankelijk begon met vreedzame protesten door Karabachse Armeniërs leidde vanaf februari 1988 tot de eerste gewelddadige aanvaringen tussen beide kampen, gevolgd door toenemende militarisering en grootschalige vluchtelingenstromen.
Pogingen van het Karabachse parlement om aansluiting bij Armenië te zoeken werden verworpen. In een referendum, geboycot door de Azerbeidzjaanse minderheid, sprak een overgrote meerderheid van de Karabachse bevolking zich eind 1991 uit voor onafhankelijkheid, die vervolgens op 6 januari 1992 werd uitgeroepen. Inmiddels was zowel Armenië als Azerbeidzjan als gevolg van het uiteenvallen van de Sovjet-Unie onafhankelijk geworden. De twee jonge landen wilden in de strijd om het betwiste gebied, met steun van hun bevolking, van geen wijken weten. Verdragen over oorlogsrecht hadden ze nog niet getekend.
Het geweld escaleerde na de onafhankelijkheidsverklaring in 1992 snel, waarbij de Armeniërs de meeste militaire successen boekten. Met de inname van de stad Şuşa, de oude hoofdstad en het voornaamste Azerbeidzjaanse bolwerk in Nagorno-Karabach, boekten de Armeniërs in mei 1992 een belangrijke militaire en symbolische overwinning.
Maar de Azerbeidzjanen bleven ook daarna tegenwicht bieden en het aantal slachtoffers liep aan beide zijden op. Armeense burgers waren al eind jaren 80 het slachtoffer van tegen hen gerichte pogroms geworden in de Azerbeidzjaanse steden Soemgait, Gəncə en Bakoe. De Armeniërs richtten in 1992 als wraak op hun beurt een slachting aan onder honderden Azerbeidzjaanse burgers in Nagorno-Karabach aan in het bloedbad van Chodzjali. Het totale dodental van de oorlog wordt geschat rond de 30.000.
Tegen de zomer van 1993 had Armenië niet alleen nagenoeg het hele grondgebied van Nagorno-Karabach in handen gekregen, maar ook gebieden daarbuiten, zoals de Laçın-corridor, die de betwiste republiek verbond met Armenië. Met behulp van Rusland kwam het in het voorjaar van 1994 tot een staakt-het-vuren. De territoriale verschuivingen werden daarmee, met tegenzin, geaccepteerd. Een vredesverdrag volgde echter nooit.

## Uitkomst
Bij de oorlog in Nagorno-Karabach stonden het zelfbeschikkingsrecht van een volk en de territoriale integriteit van een staat tegenover elkaar. Formeel behoorde Nagorno-Karabach tot het grondgebied van Azerbeidzjan, maar de Azerbeidzjaanse autoriteiten hadden geen enkele zeggenschap over Nagorno-Karabach. De facto gedroeg Artsach (Nagorno-Karabach) zich als een onafhankelijke republiek, maar feitelijk was het een provincie geworden van Armenië.
In de oorlog van 1991-1994 hadden de Armeniërs van Nagorno-Karabach niet alleen de voormalige autonome oblast gefortificeerd, maar ook het oorspronkelijk door Azerbeidzjanen en Koerden bewoonde gebied bezet dat tussen Armenië en Nagorno-Karabach was gelegen, waardoor een geografische verbinding tot stand kwam met Armenië en een veiligheidsgordel gevormd werd.
Anderzijds was het Azerbeidzjaanse gezag in het noordelijke district van Nagorno-Karabach gehandhaafd gebleven. Grootschalige etnische zuiveringen zorgden ervoor dat er in het Armeens gecontroleerde gebied voornamelijk nog Armenen woonden, terwijl in het noorden van de betwiste regio de Armenen waren verdreven.
Als vergelding voor het bezet houden van Azerbeidzjaans grondgebied, hielden Azerbeidzjan en bondgenoot Turkije de grenzen met Armenië en Artsach gesloten.

## Vervolg
Ook na 1994 kwam het tot nieuwe diplomatieke en ook gewelddadige confrontaties, onder meer in 2008 en 2016. Het conflict bleef in zowel Armenië als Azerbeidzjan een grote politieke rol spelen. 
In 2020 brak opnieuw een oorlog uit, die zes weken duurde. Nagorno Karabach verloor hierbij veel terrein aan Azerbeidzjan. 
In september 2023 kwam na een Azerbeidzjaanse aanval op Nagorno-Karabach het gehele gebied onder Azerbeidzjaanse controle en ontvluchtte de Armeense bevolking het gebied massaal.